# Luis Garrido Díaz
Luis Garrido Díaz (Ciudad de México, 15 de mayo de. 1898 - París, Francia, 19 de octubre de 1973) fue un abogado y filósofo. Fue rector de la Universidad Nacional Autónoma de México de 1948 a 1953.
Estudió en la Escuela Nacional de Jurisprudencia donde obtuvo su título en 1922. Realizó estudios de maestría en Filosofía en la Escuela Nacional de Altos Estudios, donde impartió clases durante varios años.
Durante su mandato como rector, se inició la instauración de la Escuela Nacional de Ciencias Políticas y Sociales, actualmente Facultad, entidad encargada de la docencia en ciencias sociales en la UNAM
Fue fundador de la Asociación Mexicana de Universidades. El 22 de abril de 1955, fue nombrado miembro de número de la Academia Mexicana de la Lengua, tomó posesión de la silla XXII el 11 de junio de 1956 con el discurso "La criminología en la obra de Cervantes", fue designado tesorero de la institución en 1960. Obtuvo varios doctorados, entre los que destacan los otorgados por la UNAM, la Universidad Veracruzana y por la Western University. Murió en París el 19 de octubre de 1973.
Su hijo fue Luis Javier Garrido, quien se desempeñó como académico de la Universidad Nacional Autónoma de México (UNAM), articulista del diario La Jornada y analista político en foros diversos.

## Obras publicadas
- Los apólogos de mi breviario, 1922.
- El amor inglosable, 1926.
- Meditaciones de un idealista, 1928.
- En torno a la paradoja, 1937.
- El valor doctrinario de la Revolución mexicana, 1946.
- Notas de un penalista, 1947.
- Espíritu de Francia, 1947.
- Trasuntos de Egipto, 1951.
- Discuros y mensajes, 1952.
- Alfonso Reyes, 1954.
- Itinerario de amor, 1954.
- Voces de Francia, 1957.
- Evocaciones de Italia, 1958.
- Visión de Israel, 1959.
- Antonio Caso: una vida profunda, 1962.
- La sonrisa de París, 1962.
- José Vasconcelos, 1963.
- Venecia, la incomparable, 1966.
- Azorín, 1967.
- Mensajes a un joven estudiante universitario mexicano, 1968.
- Carlos Pereyra, 1969.
- Saturnino Herrán, 1971.
- Mermorias, publicación póstuma en 1974.